# اصول آتشفشان‌شناسی
اصول آتشفشان‌شناسی کتابی از علی درویش‌زاده است که در سال ۱۳۶۰ منتشر و در مراسم کتاب سال جمهوری اسلامی ایران به‌عنوان کتاب برگزیده معرفی شد.